# Макіївська сільська рада (Смілянський район)
Макі́ївська сільська́ ра́да — адміністративно-територіальна одиниця та орган місцевого самоврядування у Смілянському районі Черкаської області. Адміністративний центр — село Макіївка.

## Загальні відомості
- Населення ради: 1 648 осіб (станом на 2001 рік)

## Населені пункти
Сільській раді підпорядковані населені пункти:
- с. Макіївка
- с. Буда-Макіївка

## Склад ради
Рада складалася з 16 депутатів та голови.
- Голова ради:
- Секретар ради: Стеблина Людмила Василівна

### Керівний склад попередніх скликань
| Прізвище, ім'я, по батькові   | Основні відомості                                                                     | Дата обрання | Дата звільнення |
| ----------------------------- | ------------------------------------------------------------------------------------- | ------------ | --------------- |
| Ковіта Володимир Олексійович  | Сільський голова, 1954 року народження, член Всеукраїнського об'єднання «Батьківщина» | 26.03.2006   | 06.06.2006      |
| Параскевич Леонід Миколайович | Сільський голова, 1953 року народження, член Всеукраїнського об'єднання «Батьківщина» | 26.11.2006   | 31.10.2010      |

Примітка: таблиця складена за даними сайту Верховної Ради України

### Депутати
За результатами місцевих виборів 2010 року депутатами ради стали:

#### За суб'єктами висування
| Суб'єкт висування | Кількість обраних депутатів | %    |
| ----------------- | --------------------------- | ---- |
| Самовисування     | 13                          | 81,3 |
| Партія регіонів   | 3                           | 18,8 |

#### За округами
| № округу        | Прізвище, ім'я, по батькові    | Дата визнання обраним | Освіта  | Партійна приналежність | Відомості про обраного депутата                                                                             |
| --------------- | ------------------------------ | --------------------- | ------- | ---------------------- | --- |
| Партія регіонів |                                |                       |         |                        | |
| 2               | Коваленко Степан Олександрович | 12.11.2010            | середня | член Партії регіонів   | приватний підприємець                                                                                       |
| 6               | Діденко Віталій Миколайович    | 12.11.2010            | вища    | член Партії регіонів   | приватний підприємець                                                                                       |
| 8               | Буднік Сергій Леонідович       | 12.11.2010            | середня | член Партії регіонів   | Смілянський міськрайонний центр зайнятості, безробітній                                                     |
| Самовисування   |                                |                       |         |                        | |
| 1               | Григоренко Валентина Андріївна | 12.11.2010            | вища    | позапартійна           | Макіївська загальноосвітня школа І-ІІІ ст., замісник директора з виховної роботи, вчитель початкових класів |
| 3               | Шпичак Наталія Іванівна        | 14.11.2010            | вища    | позапартійна           | Макіївська лікарська амбулаторія, медична сестра                                                            |
| 4               | Новохатько Тетяна Михайлівна   | 12.11.2010            | вища    | позапартійна           | Макіївська лікарська амбулаторія, бухгалтер                                                                 |
| 5               | Кривошея Степан Васильович     | 12.11.2010            | середня | позапартійний          | Макіївська загальноосвітня школа І-ІІІ ст., завгосп                                                         |
| 7               | Поліщук Любов Анатоліївна      | 12.11.2010            | середня | позапартійна           | Макіївська сільська рада, касир                                                                             |
| 9               | Коломієць Микола Петрович      | 12.11.2010            | середня | позапартійний          | приватний підприємець                                                                                       |
| 10              | Ковіта Марія Йосипівна         | 12.11.2010            | вища    | позапартійна           | пенсіонер                                                                                                   |
| 11              | Стеблина Людмила Василівна     | 12.11.2010            | вища    | позапартійна           | Макіївська сільська рада, секретар                                                                          |
| 12              | Хижняк Микола Васильович       | 12.11.2010            | вища    | позапартійний          | ТОВ «Агро-Рось-Інвест», начальник цеху Ташлицького комбікормового заводу                                    |
| 13              | Данільченко Альона Вікторівна  | 12.11.2010            | середня | позапартійна           | Буда-Макіївська поштове відділення, завідувачка                                                             |
| 14              | Зайва Клавдія Степанівна       | 12.11.2010            | середня | позапартійна           | ТОВ «Агро-Рось», завідувачка МТФ № 2                                                                        |
| 15              | Рибалко Людмила Петрівна       | 12.11.2010            | середня | позапартійна           | тимчасово не працює                                                                                         |
| 16              | Жижка Людмила Володимирівна    | 12.11.2010            | вища    | позапартійна           | ТОВ «Агро-Рось», продавець                                                                                  |